# Anne-Marie Idrac
Anne-Marie Idrac (ur. 27 lipca 1951 w Saint-Brieuc) – francuska polityk, prawniczka i menedżer, posłanka do Zgromadzenia Narodowego, sekretarz stanu.

## Życiorys
Ukończyła studia prawnicze na Université Panthéon-Assas. Kształciła się następnie w Instytucie Nauk Politycznych w Paryżu oraz w École nationale d’administration, uzyskując promocję w 1974. Pracowała w administracji publicznej, zajmując się kwestiami ochrony środowiska, urbanistyki i transportu, od 1990 obejmowała stanowiska dyrektorskie w administracji związanej z transportem.
Działała w Unii na rzecz Demokracji Francuskiej. Od maja 1995 do czerwca 1997 pełniła funkcję sekretarza stanu ds. transportu. W latach 1998–2002 była radną regionu Île-de-France. W 1997 i 2002 uzyskiwała mandat deputowanej do Zgromadzenia Narodowego XI i XII kadencji. Zrezygnowała z niego wkrótce po wyborach w 2002, obejmując stanowisko dyrektora generalnego przedsiębiorstwa państwowego Régie autonome des transports parisiens, które zajmowała do 2006. Od 2004 do 2008 wchodziła w skład Rady Społeczno-Ekonomicznej. W latach 2006–2008 była prezesem państwowego przewoźnika kolejowego Société nationale des chemins de fer français. W 2007 przeszła z UDF do ugrupowania Nowe Centrum. Od marca 2008 do listopada 2010 ponownie była sekretarzem stanu, odpowiadając tym razem za handel zagraniczny.
W latach 1999–2005 kierowała francuskim oddziałem Ruchu Europejskiego. Po odejściu z rządu została starszym doradcą w przedsiębiorstwie konsultingowym Sia Partners. Powołana również na przewodniczącą rady nadzorczej portu lotniczego Tuluza-Blagnac i przewodniczącą rady strategicznej paryskiej Sciences Po. w listopadzie 2017 premier Édouard Philippe mianował ją koordynatorem rządowym ds. rozwoju samochodów bezzałogowych.
Odznaczona Kawalerią Legii Honorowej oraz Komandorią Orderu Narodowego Zasługi.